# Central nuclear de Żarnowiec
La Central nuclear de Żarnowiec ( en polaco: Elektrownia Jądrowa Żarnowiec) iba a ser la primera planta de energía nuclear en Polonia. Debido a los cambios en la situación económica y política en Polonia después de 1989, así como las protestas públicas en las finales de 1980 y principios de los 90 que se intensificaron a raíz del accidente de Chernobyl, la construcción fue cancelada.
La planta fue planeada para ocupar 70 hectáreas de superficie, mientras que todo el complejo con instalaciones relacionadas y edificios de apoyo tomarían 425 ha. El diseño incorpora cuatro reactores de agua a presión VVER-440 de diseño soviético producido en fábricas de Škoda en la extinta Checoslovaquia, con capacidad de 440 MWe cada una, para una potencia combinada de 1.600 MWe.